# NGC 4032
NGC 4032 ist eine spiralförmige Zwerggalaxie vom Hubble-Typ Sm im Sternbild Coma Berenices am Nordsternhimmel. Sie ist schätzungsweise 55 Millionen Lichtjahre von der Milchstraße entfernt und hat einen Durchmesser von etwa 25.000 Lichtjahren. 

Im selben Himmelsareal befinden sich u. a. die Galaxien NGC 4042, NGC 4053, NGC 4055, NGC 4056.
Das Objekt wurde am 27. April 1785 von Wilhelm Herschel entdeckt.